# Hermann Müller-Bohn
Hermann Müller-Bohn (* 6. August 1855 in Berlin; † 1917) war ein deutscher Lehrer und Schriftsteller.

## Leben
Hermann Müller-Bohn wurde als viertes Kind eines Maurers geboren. Nachdem sein Vater früh verstarb, wurden er und seine vier Geschwister von seiner Mutter aufgezogen. Er besuchte eine Gemeindeschule und eine höhere Privatschule, wonach er durch die Hilfe seines Vormunds eine Lehre bei einem Papierhändler beginnen konnte. Da er in diesem Berufsfeld unzufrieden war, fand er nachfolgend Anstellung im Comptoir eines Engrosgeschäfts und konnte nach zwei Jahren seine Lehrzeit als beendet ansehen. Danach war er zwei Jahre als Korrespondent in der Hypothekenabteilung der Preußischen Bodenkreditaktienbank, erlernte die Stenographie und wurde stenographischer Sekretär beim Astronomen Hermann Bäblich, nachfolgend beim Chefredakteur der Tribüne. Um sich eine gesicherte Zukunft zu verschaffen, nahm er im Mai 1878 eine Lehrerstelle in Neu-Anspach an, legte im August 1879 seine Lehrerprüfung in Königsberg in der Neumark ab und kehrte 1880 nach Berlin zurück. In seiner Heimatstadt wirkte er zunächst an einer höheren Mädchenschule und trat im Herbst 1881 in den städtischen Gemeindedienst über.

## Werke (Auswahl)
- Unser Fritz, deutscher Kaiser und König von Preussen, ein Lebensbild. P. Kittel, 1889.
- Herrn Wilhelm Schulzes erste Badereise. P. Kittel, 1891.
- Graf Moltke, ein Bild seines Lebens und seiner Zeit. P. Kittel, 1893. (Digitalisat)
- Die Denkmäler Berlins: ein kunstgeschichtlicher Führer für Einheimische und Fremde. R. Auerbach, 1897. (Digitalisat)
- Kaiser Friedrich, Gedächtniswerk. P. Kittel, 1901.
- Die stumme Schuld, eine Geschichte nach dem Leben. Abel u. Müller, 1901.
- Unser Kaiserhaus. Israel, 1902.
- Königin Luise, ein Volksabend. F. E. Perthes, 1903.
- Freiherr vom und zu Stein, ein Volksabend. F. E. Perthes, 1907.
- Gebhardt Leberecht von Blücher, der Marschall Vorwärts, Fürst zu Wahlstatt, ein Volksabend. F. E. Perthes, 1907.
- Vaterländisches Ehrenbuch. Kittel, 1910.
- Theodor Körner, ein Sänger und ein Held, ein Volksabend. F. E. Perthes, 1910.
- Vom Ballon zum Aeroplan, sechs volkstümliche Vorträge über die Entwicklung der Luftschiffahrt von ihren ersten Anfängen bis zu ihrer gegenwärtigen Vervollkommnung, ein Volksabend. F. E. Perthes, 1910.
- Major von Schill und der Müller von Gieselheim, vaterländische Erzählung für Deutschlands Jugend u. Volk. Gräbner, 1912.
- Unter den Fahnen der Nordarmee, eine Erzählung aus den Befreiungskämpfen Berlins und der Mark. Seyffarth, 1912.